# Ellertshaar
Ellertshaar (52° 54′ N, 6° 44′ L) é uma cidade dos Países Baixos, na província de Drente. Ellertshaar pertence ao município de Borger-Odoorn, e está situada a 17 km sudeste de Assen.
A área de Ellertshaar, que também inclui as partes periféricas da cidade, bem como a zona rural circundante, tem uma população estimada em 30 habitantes.